# Congresso Olímpico

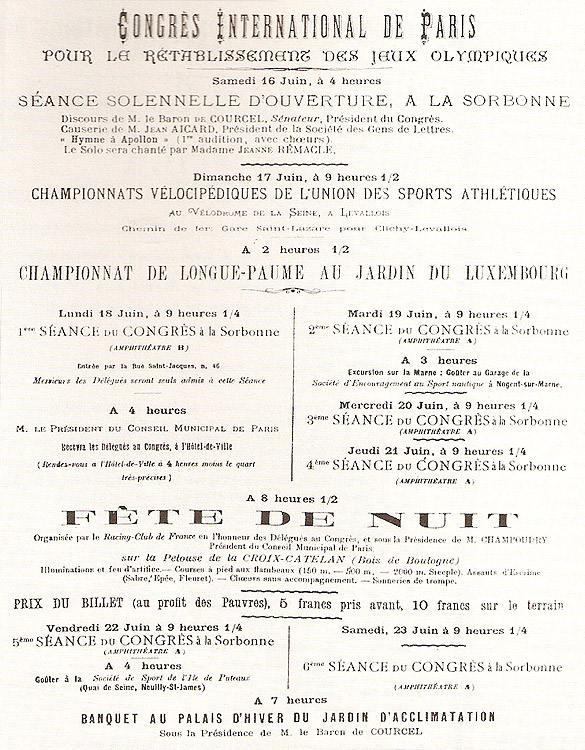
Panfleto com o cronograma do primeiro Congresso Olímpico, realizado em 1894

Um congresso olímpico é um encontro de representantes dos constituintes do Movimento Olímpico, organizado pelo Comitê Olímpico Internacional (COI). Conforme a Carta Olímpica, o presidente do COI é responsável pela convocação do Congresso, presidindo e determinando os seus procedimentos. Congressos Olímpicos não são eventos regulares no calendário do COI.